# Sophia Fallah
Sophia Fallah (* 23. November 2004 in Aachen) ist eine deutsche Volleyballspielerin. Die Mittelblockerin spielt seit 2023 bei den Ladies in Black Aachen.

## Karriere
Fallah begann ihre Karriere in den Nachwuchsmannschaften des PTSV Aachen. 2019 ging sie ans Internat und spielte für den VC Olympia Münster. In der Saison 2022/23 spielte die Mittelblockerin mit dem BSV Ostbevern in der Zweiten Liga Nord. 2023 kehrte sie zurück nach Aachen und spielt seitdem in der Bundesliga-Mannschaft der Ladies in Black Aachen. In der Saison 2023/24 kamen die Ladies in Black ins Pokal-Viertelfinale gegen Allianz MTV Stuttgart. In der Bundesliga mussten sie als Tabellenletzter der Zwischenrunde zum zweiten Mal in Folge auf die Playoffs verzichten. Fallah spielt auch in der Saison 2024/25 für die Ladies in Black.